# Wiesława Parszniak
Wiesława Parszniak, coniugata Kowalska (Varsavia, 2 ottobre 1930 – Varsavia, 29 maggio 2001), è stata una cestista polacca.

## Carriera
Con la Polonia ha disputato gli Europei del 1950 e quelli del 1952.